# Vahagn Chačaturjan
Vahagn Garniki Chačaturjan (arménsky Վահագն Գառնիկի Խաչատուրյան; * 22. dubna 1959 Sisian) je arménský politik a ekonom. Od roku 2022 je prezidentem Arménie. Je nestraníkem. V letech 2013–2017 byl členem liberální strany Arménský národní kongres (Hay Azgayin Kongres). Ač zastává proruské postoje, v říjnu 2023 svým podpisem stvrdil přistoupení země k Mezinárodnímu trestnímu soudu (ICC), který vydal zatykač na ruského prezidenta Vladimira Putina, a na zmocněnkyni Kremlu pro práva dětí Marii Lvovovou-Bělovovou. Počátkem dubna 2025 podepsal zákon, kterým Arménie kodifikuje záměr vstoupit do Evropská unie.

## Život
Vystudoval na Jerevanském ústavu národního hospodářství (dnes Arménská státní ekonomická univerzita). Absolvoval v roce 1980. V letech 1980 až 1982 sloužil v sovětské armádě. Po skončení základní vojenské služby učil na své alma mater, v letech 1982–1990 pracoval v podniku „HrazdanMaš“ jako ekonom, v období 1990-1992 byl zástupcem generálního ředitele továrny Mars. V letech 1990 až 1996 byl členem městské rady Jerevanu, od roku 1992 do roku 1996 byl též starostou Jerevanu. V letech 1995 až 1999 byl poslancem v Národním shromáždění Arménie. Mezi roky 1996 a 1998 byl poradcem prezidenta Levona Ter-Petrosjana. V roce 2002 se stal viceprezidentem Centra pro politologii, právo a ekonomický výzkum. V srpnu 2021 byl jmenován ministrem high-tech průmyslu, tento resort se v arménské vládě věnuje zejména informačním technologiím. Po rezignaci prezidenta Armena Sarkisjana v lednu 2022 nominovala Chačaturjana vládnoucí strana Společenská smlouva (K'aghak'atsiakan paymanagir) na prezidenta. Prezidentem byl zvolen arménským parlamentem ve druhém kole hlasování. Byl uveden do úřadu 13. března 2022.